# Sasunaga interstrigata
Sasunaga interstrigata är en fjärilsart som beskrevs av W. Warren 1913. Sasunaga interstrigata ingår i släktet Sasunaga och familjen nattflyn. Inga underarter finns listade.